# Ron Baker
Ronald Delaine Baker, detto Ron (Hays, 30 marzo 1993), è un ex cestista statunitense, di ruolo guardia.

## Carriera
Con gli Stati Uniti ha disputato i Giochi panamericani di Toronto 2015.